# Rifugio Paolo Daviso
Il rifugio Paolo Daviso è un rifugio situato nel comune di Groscavallo (TO), in Val grande di Lanzo, nelle Alpi Graie, a 2.280 m s.l.m..

## Storia
1928 – La Sezione CAI di Torino decide di erigere un secondo Rifugio nel Vallone della Gura per poter ospitare i sempre più numerosi alpinisti impegnati nelle ascensioni. Fu costruito dalla S.A.R.I. (Società Alpina Ragazzi Italiani), sottosezione del CAI Torino, intitolandolo alla memoria del giovane socio Barone Paolo Daviso di Charvensod, deceduto sulla Bessanese nel 1921.
1962 – La gestione del Rifugio viene affidata alla Sezione del CAI Venaria Reale, che con grande orgoglio e volonta, vuole promuovere questo vallone e le punte che coronano la Val Grande di Lanzo. Nella primavera i soci realizzano lavoro di manutenzione urgenti per l’apertura della stagione estiva.
ANNI 90 – La Sezione Venaria Reale realizzò numerosi lavori che portarono all’ampiamento e all’adeguamento funzionale della struttura. Furono rivisti gli spazi la creazione di un locale invernale ampliando i posti a dormire, un locale Scarponi nel 2011, la realizzazione di tre vani ricavati sotto il piazzale utilizzabili come cantine, il miglioramento e rifacimento di impianti elettrici e del Gas.

## Caratteristiche e informazioni
Il rifugio è gestito dal 1962 dai volontari del C.A.I. di Venaria Reale, che ne sono divenuti proprietari nel dicembre del 2018 acquistando il rifugio dal CAI Torino.
Il rifugio è stato recentemente ristrutturato. È costituito dalla cucina, le stanze dei volontari-gestori, la "sala comune" i servizi igenici con docce e le camerate che possono ospitare fino a 24 persone. Nel periodo di chiusura ha un locale invernale sempre aperto con materassi e coperte che può ospitare circa 6 persone.

## Accessi
L'accesso avviene normalmente partendo dalla frazione Forno Alpi Graie (1220 m) di Groscavallo.

Il rifugio si raggiunge in circa tre ore, percorrendo il Sentiero 315 e superando un dislivello di 1.060 m.

## Ascensioni
- Levanna Orientale - 3.555 m
- Punta Girard - 3.262 m
- Punta Clavarino - 3.260 m

## Traversate
- Rifugio Vittorio Raffaele Leonesi - 2.909 m
- Rifugio Guglielmo Jervis - 2.250 m